# Церковь Святого Никиты Мученика
Церковь Святого Никиты Мученика — приход Католической церкви византийско-славянского обряда в деревне Костомлоты, Коденьской гмины, Бяльского повята, Люблинского воеводства, Республики Польша.
Единственный в мире приход оставшийся до наших дней от Неоунии. Церковь использует византийско-славянский или синодальный обряд, а также церковнославянский язык. Насчитывает около 130 прихожан. Приходское кладбище находится в 500 метрах от церкви. С 2007 года находится под душпастырской опекой и юрисдикцией епископа Седльце. С 16 апреля 2014 года епископом Седльце является епископ Казимежа Гурда.

### История прихода
В 1631 году построена новая унийная церковь в Костомлотах, и именно с этого года приход ведёт свою историю. В этом же году Теодора из Прилук вместе с семьёй подарила церкви икону святого Никиты Мученика.
Из-за разделов Польши границы епархии были приспособлены к границам государственным, и таким образом костомлотский приход оказался на территории холмской епархии. В 1840 году приход, который представлял деревню Костомлоты, принадлежал коденьскому деканату и насчитывал 484 прихожанина. В 1852 владелец Костомлот Ян Лаский выделил собственные средства на капитальный ремонт храма.
В 1875 году приход в Костомлотах вместе со всей холмской епархией царским эдиктом ликвидирующим Унийную Церковь на территории Польского Королевства был официально присоединен к Русской Православной Церкви.
31 января 1927 года по просьбе части жителей Костомлот и окрестностей епископ Седльце Хенрик Пшезьдзецкий решил возвести греко-католический приход византийско-славянского обряда. В этот же день епископ утвердил приходской совет. Душпастырем костомлотского прихода стал отец Евгений Ружицкий, который до этого был настоятелем греко-католического прихода византийско-славянского обряда в Заболотье. Образованный приход охватывал восемь деревень, в которых в неоунию перешло 363 человека. По приглашению епископа Хенрика Пшезьдзецкого 25-26 июня 1931 года Костомлотский приход посетил Апостольский Визитатор византийско-славянского обряда епископ Николай Чернецкий. В это время приход насчитывал 273 человека.
С начала Второй мировой войны до ноября 1941 года реквизированный приходской дом являлся штаб-квартирой немецких солдат. 22 января 1940 года настоятелем в Костомлотах стал отец Александр Прылуцкий. Как управляющий приходом не позволил православным снова занять церковь и приходской дом.
После окончания военных действий 23 мая 1944 года состоялась каноническая визитация прихода, которую совершил администратор подляской епархии епископ Чеслав Соколовский. В 1947 году в рамках организованной властью Народной Польши операции «Висла» почти всех жителей костомлотского прихода вывезли в Возвращённые Земли. В приходе оставили только пожилых и тех, кого нельзя было выселять по состоянию здоровья. Также остался отец Александр Прилуцкий. 18 ноября 1947 года в Костомлотах провёл визитацию декан тереспольского деканата отец Роман Сошиньский, который написал в протоколе следующее: «Церковь нуждается в ремонте, доходов приход не имеет так как верных вывезли в ольштынские земли. Приходская земля лежит в запустении.» Это состояние длилось до 1956 года, пока коммунистическая власть не разрешила переселенцам бялоподляского округа вернуться туда, откуда они были выселены.
10 апреля 1968 года администратором прихода стал отец Роман Пентка из Конгрегации Непорочного зачатия Пресвятой Девы Марии (мариане). 4 июня 1974 года Костомлоты посетил кардинал Стефан Вышинский. За время деятельности отца Романа Пентки приход стал известным в Польше Санктуариумом Унитов Подляских, который ежегодно навещают многочисленные паломники как с Польши так и из-за границы.

### Наши дни
С 1 сентября 2007 года настоятелем церкви Святого Никиты Мученика является отец Збигнев Никонюк. За время его деятельности приход обрёл стоянку для машин паломников, новую колокольню, церковную лавку и многое другое.
В церкви-санкутариуме по сей день находится икона святого Никиты Мученика 1631 года и реликвия — часть берцовой кости одного из блаженных мучеников Подляских, которому на момент мученичества было 19 лет. Всё это предоставлено для почитания и духовного возрастания всех людей доброй воли.
Престольный праздник 15 сентября.
Адрес прихода: 21-509 Polska, Kodeń, Kostomłoty 15.